# Nika Vajda
Nika (Nikoleta) Vajda (madžarsko Vajda Nikoletta) slovenska novinarka in urednica, * 23. december 1983, Kermendin.
Je urednica tednika Porabje na Madžarskem.

## Življenje in delo
Otroštvo je preživela v Sakalovcih, v Slovenskem Porabju. Srednjo šolo je končala v Monoštru, v Gimnaziji Mihálya Vörösmartyja.
Visokošolske študije je končala v Ljubljani na Filozofski fakulteti in Fakulteti za družbene vede Univerze v Ljubljani.
Po končanem študiju se je v Ljubljani tudi zaposlila, toda kmalu se je vrnila v Slovensko Porabje. Bila je najprej sekretarka Zveze Slovencev na Madžarskem. Po upokojitvi Marjane Sukič je leta 2022 postala nova urednica Porabja, ki je tedenski časopis porabskih Slovencev.